# Liebesnächte in der Taiga (Roman)

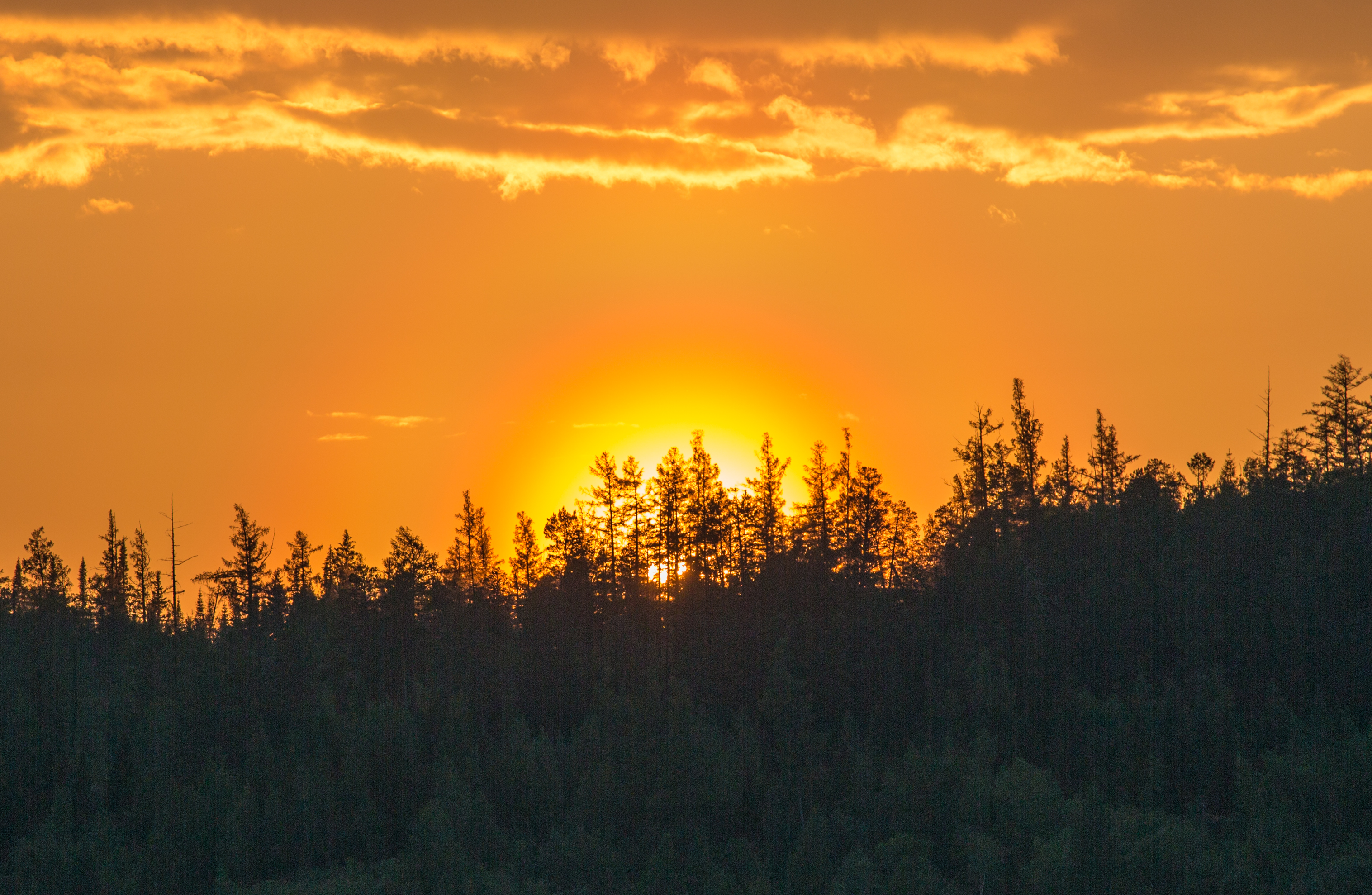
Stimmung in Sibirien

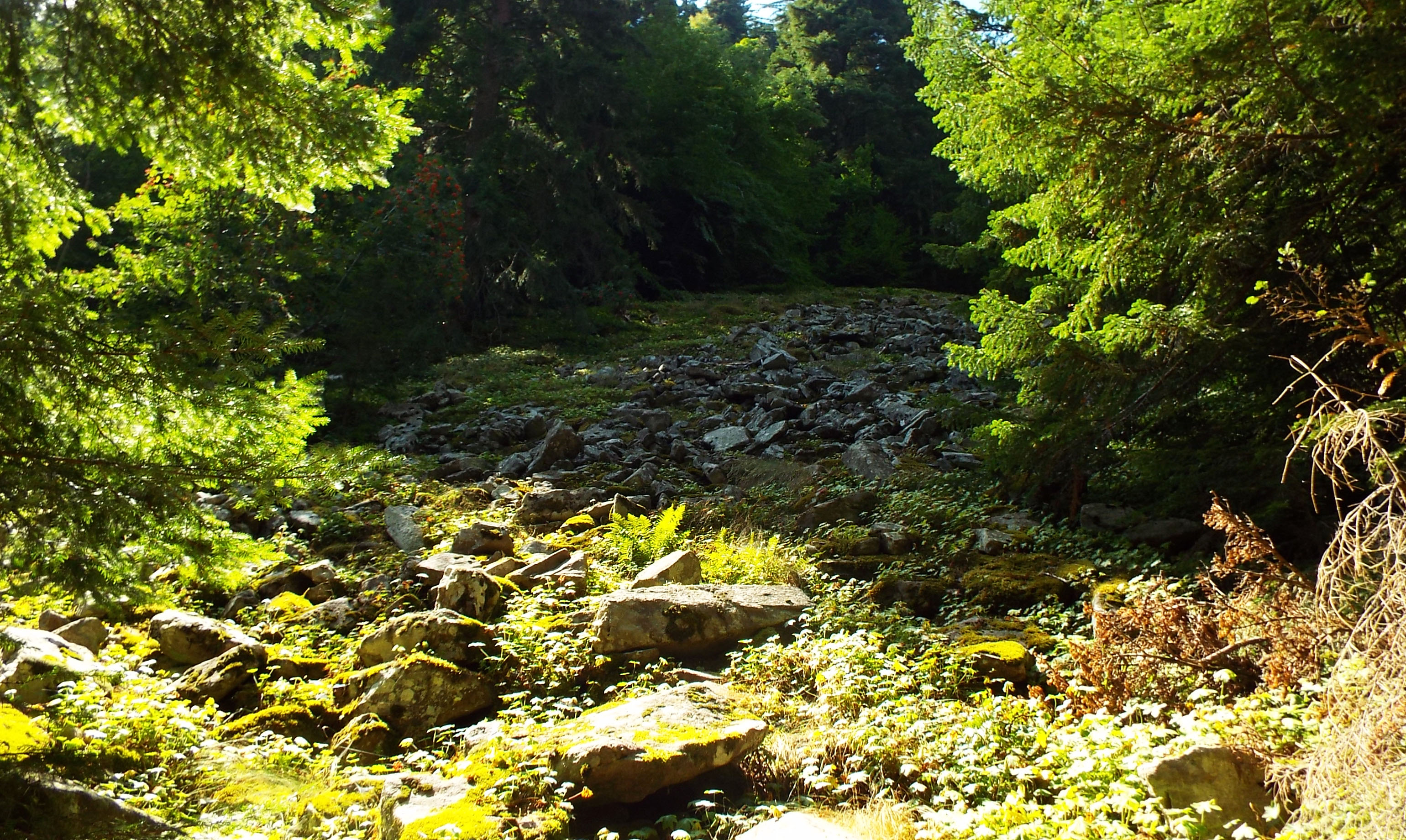
Naturlandschaft in Sibirien

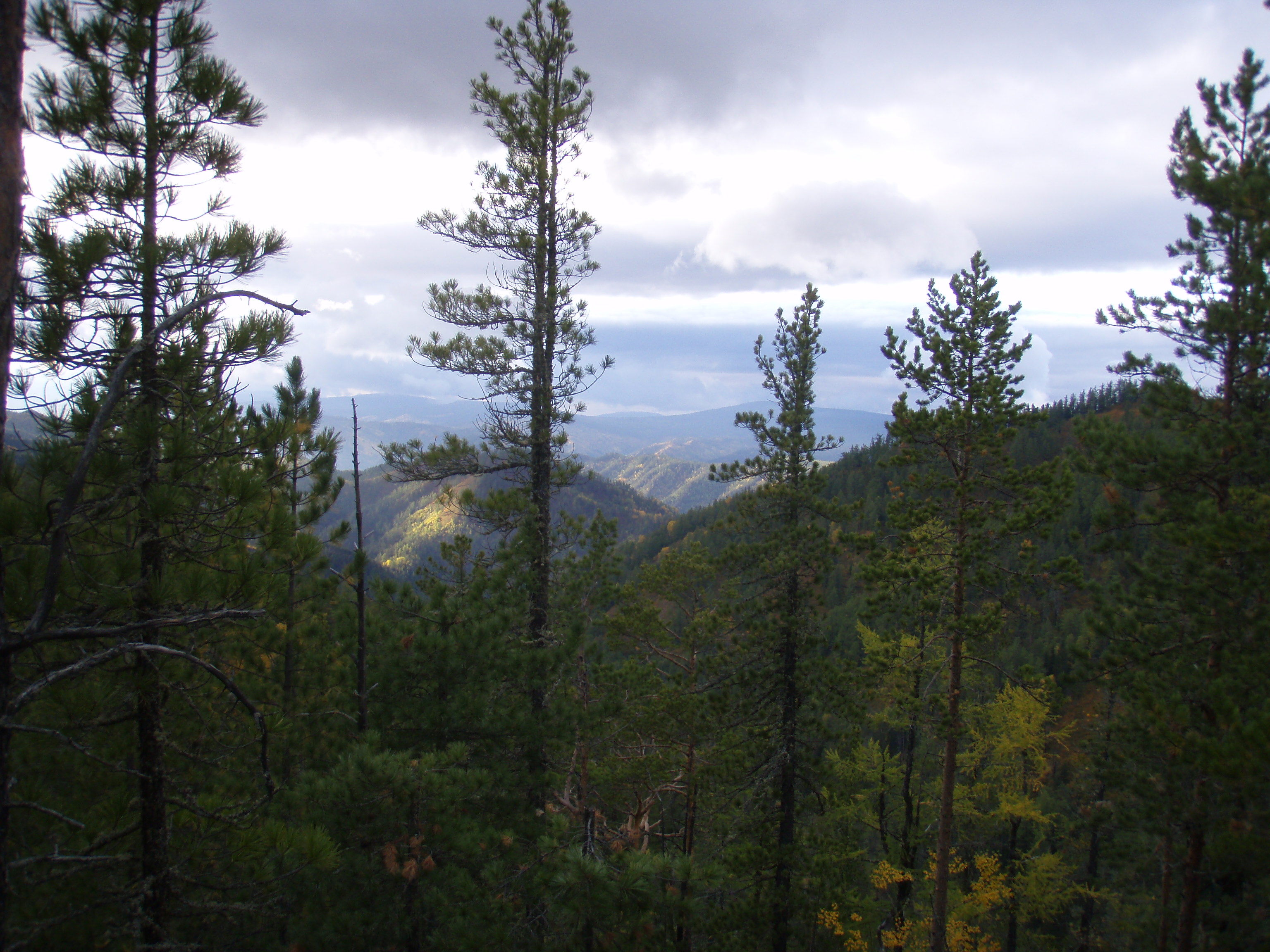
Sibirische Taiga

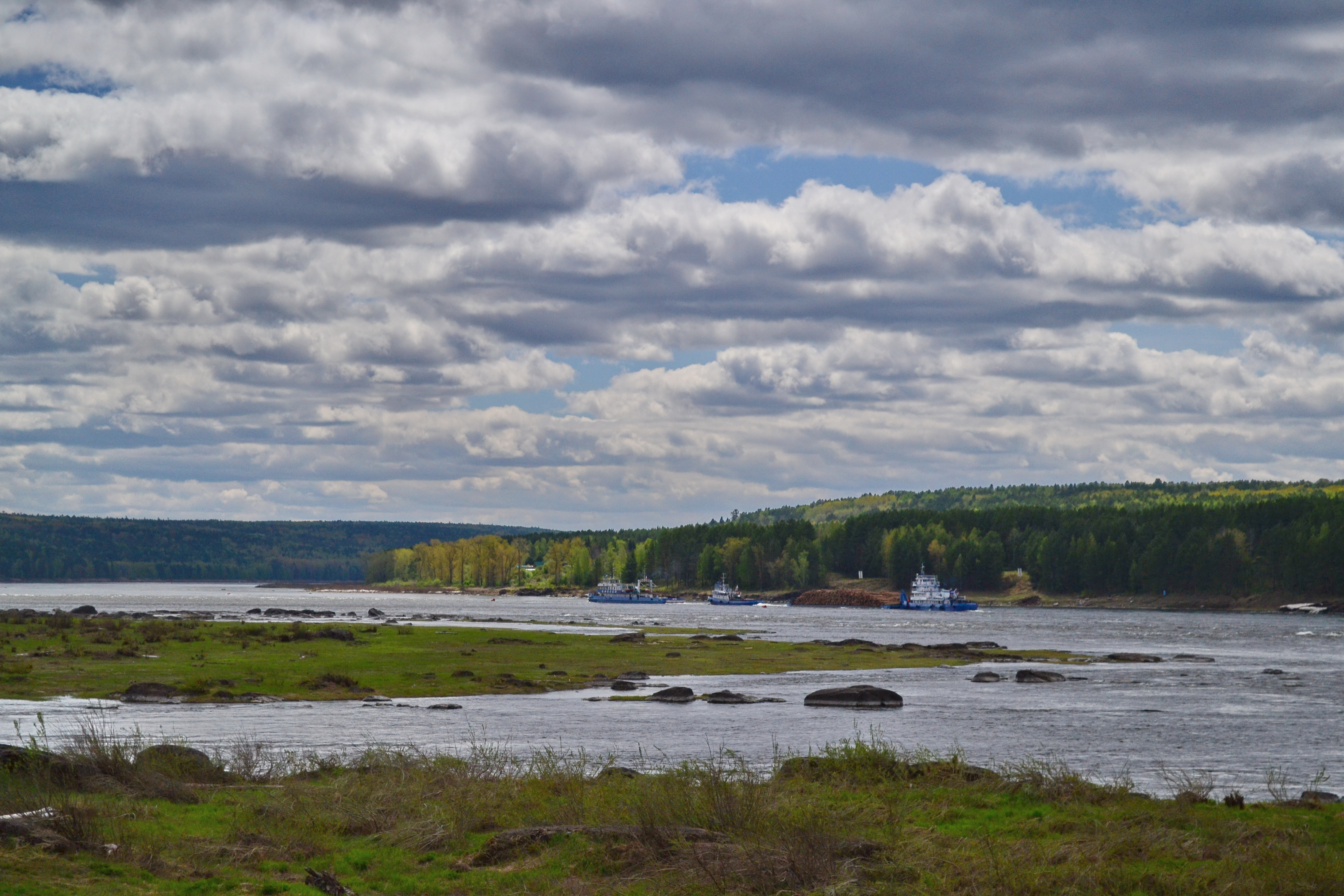
Schiffe auf dem Jenissei

Liebesnächte in der Taiga (Untertitel: Ein deutscher Spion auf der Flucht) ist ein Spionage- und Liebesroman vor dem Hintergrund des Ost-West-Konfliktes von Heinz G. Konsalik aus dem Jahr 1966. Diese Erzählung gehört mit zu den populärsten Titeln des Erfolgschriftstellers.

## Inhalt

### Klappentext
„Sein Auftrag ist geheim. Er hat alles einkalkuliert – nur nicht die Liebe einer jungen Frau, der russischen Kommissarin Ludmilla Barakowa. Jahrelang wurde Franz Heller auf seinen Einsatz vorbereitet. Bei seiner Ankunft in Moskau empfängt ihn eine Geheimagentin im Auftrag Oberst Karpuschins, der als erster die Spur des deutschen Spions aufnimmt. Er wird ihn jagen wie einen Todfeind. Und so beginnt die Flucht der beiden Liebenden quer durch die Taiga …“

## Handlung
Die Handlung setzt sich aus mehreren Büchern zusammen.

### Erstes Buch
Oberst Karpuschin setzt die KGB-Agentin Marfa Babinskaja auf den Deutschen Franz Heller, einem ehemaligen Kriegsteilnehmer des WK II, an. Sie holt ihn vom Flughafen Wnukowo ab und gibt sich als Hostess von Intourist aus, die zu seiner persönlichen Betreuung abgestellt wurde. Ihrer Bitte, ihr seinen Reisepass anzuvertrauen, kommt er allerdings nicht nach. Heller geht auf ihre charmanten Avancen nicht ein und setzt sich sogar unerkannt aus dem Luxushotel „Moskwa“ ab. Beim KGB kommt es wegen des Verschwindens des Ausländers zu einem großen Eklat, der sogar bis hoch zum Verteidigungsminister Malinowski eskaliert. Der Fall Heller wird „offiziell und politisch“ und zu einem Kampf der Abwehr zwischen den beiden Supermächten. Man befürchtet, das Heller bis zu den geheimen Raketenabschussbasen in Sibirien oder Kasachstan vordringen könnte.
Heller, der seine Haarfarbe und sein Aussehen verändert hat, ist in der Uniform eines Hotelboys die Flucht aus dem bewachten Hotel gelungen und wird vom Verbindungsmann Alajew aufgenommen. Er nimmt die Identität des parteitreuen „Musterrussens“ Pawel Semjonow an. Sein Ziel ist Komsa (121 km), von Nordosten, zwischen Werchneimbatsk und Kangotowo; km 1.306 am Jenissei in der Nähe von Krasnojarsk.
Der GRU versucht eine Agentin ins Hauptquartier der CIA einzuschleusen, um Verbindung mit dem Major aufzunehmen, der auf die sibirischen Raketenabschussbasen angesetzt ist.
Währenddessen wird im Holzkombinat II in Kusnowka Ludmilla Barakowa als weibliche Politkommissarin eingesetzt. Die Tatsache, dass sie eine äußerst attraktive Frau ist, sorgt für große Unruhe. Ludmilla wird von Jefimow begehrt und gilt als verbitterte Menschenfeindin, die schon als Partisanin in den Pripjetsümpfen auf deutsche Besatzer geschossen hatte.
Ludmilla fährt mit dem Jeep nach Kusmowka, um Semjonow, der eine Anstellung im Holzkombinat bekommen hat, vom Bahnhof abzuholen. Doch dann vernimmt sie, dass der Zug bei Ajachtaska entgleist sei und dass es dabei 23 Tote gegeben hätte. Das Ganze entpuppt sich dann jedoch als Gerücht. Dort begegnet Ludmilla erstmals Semjonow und empfindet aufgrund seiner Arroganz ihm gegenüber eine tiefe Abneigung, ja sogar Hass, ihm gegenüber. Der junge Deutsche hingegen ist fasziniert von der schönen und wilden Russin. Im Kombinat Kalinin II an der Steinigen Tunguska angelangt, freundet sich der Holzingenieur schnell mit den leitenden Personen an.
Der Distriktsowjet Jefimow besucht Kalinin II und berichtet, dass es sich bei der Entgleisung um Sabotage gehandelt hat. Außerdem sorgt er sich um seine begehrte Ludmilla. Währenddessen bekommt Heller von der Funkstelle aus dem Westen, den Auftrag in Komssa die geheimen Raketenabschussbasen zu erkunden. Wie durch einen Zufall führt Jefimow Semjonow und Ludmilla zu den Silos der sowjetischen Interkontinentalraketen. Sie sehen die Zielberechnungsgeräte, die Radarsteuerung und lernen, wie auf Spezialkarten festgelegte Ziele in Europa und den USA eingezeichnet sind. Ludmilla plant Jefimow zu heiraten und dennoch kommt sie Semjonow immer näher. Die beiden werden ein Liebespaar, die ihre Beziehung jedoch vor den anderen geheim halten.
Der Winter bricht herein und das Holzkombinat wird drei Wochen zu früh eingeschneit. Der vorzeitige Wintereinbruch ist eine Katastrophe, da man mit den Vorräten nicht darauf vorbereitet ist. Die 1200 Mann werden unruhig und eine Meuterei steht bevor. Jefimow droht die Miliz zu entsenden, um aufkeimende Ausschreitungen mit Gewalt zu ersticken. Man beschließt mit 50 Holzfällern das Verpflegungslager der Raketenbrigade VI in Komssa zu plündern. Semjonow beschließt am 17. Oktober seine alte Identität zu beenden, sein Leben der Liebe zu Ludmilla zu widmen, nur noch Russe sein und Franz Heller aus Bonn für tot zu erklären. Diese Entscheidung bedeutet auch, aus der Agententätigkeit auszuscheiden. Dazu vernichtet er sämtliche Codes, Unterlagen und dergleichen.
In Moskau bekommt KGB-Oberst Karpuschin von Marschall Malinowski größte Schwierigkeiten, da seine Organisation nicht in der Lage ist, diesen Franz Heller zu ergreifen. Die Anstrengungen werden intensiviert und ein Peilwagen kann einen Kurzwellensender ausfindig machen, der verschlüsselte Texte sendet. Die Funkstelle ist der Möbelhändler Alajew. Der KGB verhaftet Alajew und bringt ihn zum Verhör nach Lubjanka, ins Gefängnis des sowjetischen Geheimdienstes. Dort wird Alajew über eine längere Zeit gefoltert. Der KGB findet heraus, dass Fanz Heller Pawel K. Semjonow ist. Semjonow hat Ludmilla mittlerweile heimlich geheiratet und sie haben sich Vorräte besorgen, um aus Kalinin II zu fliehen. Er erzählt ihr die Wahrheit über seine Identität, was bei Ludmilla anfänglich zu einem Schock führt. Beide kämpfen mit ihren inneren Konflikten. Sie mit ihrem unversöhnlichen Hass auf Deutsche und er mit seiner tiefen Abneigung gegen Russen, die an dem Tod seiner Verlobten verantwortlich waren. Doch sie überwinden dies und schwören sich gegenseitig ewige Liebe. Das Spiel der beiden fliegt auf, der KGB erfährt davon und schickt Oberst Karpuschin aus Moskau, um die Angelegenheit zu bereinigen. Pawel und Ludmilla sind auf der Flucht durch die Schneelandschaft. Die Weite Sibiriens verhindert, dass sie vorzeitig ergriffen werden. Es ist ein waghalsiges Unternehmen. Doch Ludmilla schwört ihrem Pawel ewige Treue und dass sie mit ihm lieber sterben werde, als ihn ein zweites Mal zu verraten.
Alajew ist in der Lubjanka zermürbt von der ständigen Folter, erzwungener Schlaflosigkeit, Gehirnwäsche und nächtlichen Verhören bei grellem Licht. Er hält es nicht mehr aus und rennt mit dem Kopf gegen die Zellenwand, bis seine Schädeldecke birst. Als man ihn ins Lazarett bringen will, verstirbt er. Über ihn wird nie wieder gesprochen. Pawel und Ludmilla kommen an eine Pelztierfarm, wo ihnen Ilja Saweliwitsch Lagutin Unterschlupf gewährt und ihnen einen Schlitten verkauft. Danach überqueren sie die Sredne-Sibirskoje, die Mittlere Sibirische Hochebene, ein steiniges Plateau, auf dem sie jedoch leicht entdeckt werden können. Da es dort zu gefährlich wird und sie durch Hubschrauber gesucht werden, tauchen sie wieder in die endlosen Wälder ab, wo sie kaum noch entdeckt werden können. Pawel erzählt Ludmilla aus seinem Leben. Von seiner Kindheit, dass sein Vater bei der SA war und wie er in den USA als Agent in der Wildnis abgehärtet wurde, um auf sich allein gestellt in feindlicher Umgebung überleben zu können.
Im Hauptquartier der CIA in Bad Godesberg macht man sich Sorgen, um die Verbindung zu Franz Heller, die auf einmal abrupt abgebrochen wurde. Der Ausfall Alajews hatte ihrem Nachrichtendienst in der UdSSR einen schweren Schlag versetzt. Daraufhin mussten sie weitere mit Fallschirm abgesetzte Agenten dorthin verbringen, um den Ausfall zu kompensieren. Aus einer U-2 geschossene Luftaufklärungsbilder sollen beweisen, dass es bei Komssa keine Raketenstationen, sondern nur Attrappen gibt. Man konzentriert sich jetzt auf das Gebiet östlich von Orenburg, wo eine neue Weltraumraketen-Basis gebaut werden soll. Diese sei hochgefährlich, da diese Interkontinentalraketen Großstädte in den USA, wie New York City bedrohen. Der Fall Heller sei damit abgehakt.
Die beiden Flüchtenden erreichen den Golez-Kamm und den Fluss Taimura. Da werden sie von einem großen Wolfsrudel aufgespürt und können sich nur mit einem Feuer vor ihnen schützen. Sie wissen, sobald dies ausgeht, werden die 30 ausgehungerten Tiere über sie herfallen. Juri Fjodorowitsch Jesseij rettet sie aus dieser lebensbedrohlichen Lage und nimmt sie mit in sein Lager namens Nowa Swesda, dass er sich mit weiteren verwilderten Menschen teilt. Sie leben mit ihnen wie die Urmenschen Marussja Nasaroffa, eine Greisin unter den Lagerbewohnern, entdeckt Ludmillas Kommissarsuniform in einer Kisten. Das ist das Todesurteil für Pawel und Ludmilla. Sie binden die beiden an Rentiere und stechen die Tiere in die Weichen, so dass sie in wilder Flucht durch den Wald laufen.

### Zweites Buch
Die beiden Liebenden kommen noch einmal mit dem Leben davon. Die Jagd durch die Taiga wird fortgesetzt. Auf der einen Seite sind es russische Politkommissare und auf der anderen ein Top-Agent der Amerikaner, der einst einmal Franz Hellers bester Freund war. Im Laufe ihrer Flucht kommen sie mit den verschiedensten Charakteren zusammen. Mit einer Ärztin, einem Dorf von Verfemten und deutschen Kriegsgefangenen, die jetzt alle russische Familien haben und nicht mehr in die alte Heimat zurückkehren möchten.

## Hauptfiguren
- Franz Heller alias Pawel Konstantinowitsch Semjonow: Handelsvertreter aus Bonn bzw. als Agent mit der Identität eines Ingenieurs für Holzoberflächenveredelung
- Matweij Nikiforowitsch Karpuschin: KGB-Oberst, Leiter Sektion III, Sicherheitsdienst
- Marfa Babinskaja: KGB-Agentin
- † Stepan Iwanowitsch Alajew: Möbelhändler, Mittelsmann des Agentenrings um Heller
- Major James Bradcock alias Wilhelm Reinfeld: CIA-Spion
- Ludmilla Barakowa: Politkommissarin und Franz Geliebte
- Maxim Sergejewitsch Jefimow: Distriktsowjet von Krasnojarsk
- Juri Fjodorowitsch Jesseij: Pelztierjäger und Waldmensch

## Sprachstil
„Ein strenger Mann kann wie die Hölle sein. Aber eine mächtige Frau, das ist, wie wenn man im Hintern des Teufels wohnt …“

## Historischer Kontext
Konsaliks Erzählung beschäftigt sich mit den Versuchen der westlichen Verbündeten während des Kalten Krieges, im entlegenen Sibirien nachrichtendienstliche Erkenntnisse über geheime Basen von Interkontinentalraketen zu gewinnen, die Ziele in Europa und den USA bedrohen. Im Jahre 1960 kam es zu einem folgenschweren Ereignis, als eine U-2 in der Nähe von Swerdlowsk abgeschossen wurde, wo sie Luftaufnahmen gemacht hatte. Man ging davon aus, dass sich im Sibirischen Militärbezirk der Sowjetunion zahlreiche dieser Basen befanden, die unter der Kontrolle der Strategischen Raketentruppen (u. a. 33. Raketenarmee) waren. Ein Teil dieser ICBM-Basen sind heute bekannt.

## Rezensionen
Liebesnächte in der Taiga wird in weiten Teilen als „Schnulzenroman“ gesehen. Konsalik beschwört in diesem Roman die Schönheit Russlands. Im Nachwort bedauert Dagmar Stecher-Konsalik, dass die Russland-Bücher ihres Vaters in der Sowjetunion nicht gelesen werden durften. Der Begriff „Taiga“ kommt im Zusammenhang mit Sibirien in mehreren Konsalik-Romanen vor: Natalia, ein Mädchen aus der Taiga, Ninotschka, die Herrin der Taiga, Liebesnächte in der Taiga und Ein Arzt in der Taiga. Die Geschichten folgen einem stereotypischen Muster von einem deutschen Kriegsgefangenen, der sich in eine dominante russische Frau in Uniform und mit großen Brüsten verliebt. Sie entwickeln eine Liebe, die schon masochistische Züge trägt. Weitere Stereotypen sind typische Figuren wie Oberst Karpuschin und Ludmilla Barakowa.
Franz Heller ist der deutsche Protagonist der Erzählung. Er wird u. a. aufgrund seiner Kriegserfahrung im Jahr 1942 in der UdSSR eingesetzt, um einen Geheimauftrag auszuführen.

## Textausgabe
- Heinz G. Konsalik: Liebesnächte in der Taiga. Lichtenberg Verlag, München 1966, ISBN 978-3-641-14093-9.

## Verfilmung
Der Stoff wurde 1967 von Harald Philipp in dem gleichnamigen Film Liebesnächte in der Taiga verarbeitet.